# Винчигуэрра, Андреас
Андреас Винчигуэрра (швед. Andreas Vinciguerra; род. 19 февраля 1981, Мальмё) — шведский теннисист. Победитель одного турнира ATP в одиночном разряде, участник Олимпийских игр и Кубка Дэвиса в составе сборной Швеции.

## Биография
Родился в семье Джузеппе и Гуниллы Винчигуэрра. Отец занимался выпечкой пицц, мать — школьная учительница. В теннис начал играть в 6 лет, увлекался также хоккеем и футболом.
В 1998 году стал одним из лидеров юношеского тура ITF. Выиграл юниорский чемпионат Европы, дошёл до финала Открытого чемпионата Австралии и полуфинала Открытого чемпионата Франции в одиночном разряде среди юношей и закончил год на 6-м месте в юниорском рейтинге.
Как профессионал в 1998 и начале 1999 года выступал преимущественно в турнирах ITF Futures, но в середине 1999 года, занимая 390-е место в рейтинге ATP, дошёл до финала Открытого чемпионата Швеции в Бостаде после побед над четырьмя соперниками подряд из первой сотни рейтинга. В сентябре, занимая 170-ю позицию в рейтинге, выиграл турнир ATP Challenger в Щецине, одержав по ходу три победы над игроками Top-100. Выходы в четвертьфинал в турнирах основного тура ATP в Шанхае и в Стокгольме позволили шведу завершить сезон на 98-м месте в рейтинге, за год поднявшись в нём больше чем на 500 позиций.
В начале 2000 года дошёл до 3-го раунда в Открытом чемпионате Австралии и выиграл турнир ATP в Копенгагене. Летом победил в «челленджере» в Простеёве и второй год подряд дошёл до финала Открытого чемпионата Швеции, в финале проиграв 2-й ракетке мира Магнусу Норману. После этого впервые сыграл за сборную Швеции в Кубке Дэвиса, принеся команде 2 очка в матче плей-офф Мировой группы против сборной Индии. Осенью представлял Швецию на Олимпийских играх в Сиднее, проиграв во втором круге будущему серебряному призёру Томми Хаасу. Окончил сезон на 52-м месте в рейтинге.
В начале 2001 года Винчигуэрра дошёл до 4-го раунда в Открытом чемпионате Австралии, обыграв посеянного под 10-м номером Уэйна Феррейру, а затем второй год подряд дошёл до финала в Копенгагене, где его на сей раз остановил занимавший 10-е место в рейтинге Тим Хенмен. В дальнейшем дважды пробился в полуфинал в турнирах высшей категории тура ATP — сначала в Риме, а в конце сезона в Париже, где по ходу обыграл 7-ю ракетку мира Марата Сафина. В ноябре поднялся в рейтинге до 33-го места.
В 20 лет Винчигуэрру рассматривали как будущее шведского тенниса и сравнивали с его ровесником Роджером Федерером, однако с этого момента его игровая карьера пошла на спад. Длинные перерывы в выступлениях, вызванные проблемами со спиной, чередовались с попытками возвращения на корт. Винчигуэрра провёл ещё 8 матчей за сборную Швеции в период с 2002 по 2012 год, но из 13 встреч в одиночном разряде выиграл только одну.
Завершил игровую карьеру в 2013 году, в 32 года. По окончании выступлений осел с семьёй в пригороде своего родного Мальмё.

## Положение в рейтинге в конце сезона
| Год   | 1998 | 1999 | 2000 | 2001 | 2002 | 2003 | 2004 | 2005 | 2006 | 2007—2008 | 2009 | 2010 | 2011 | 2012 |
| ----- | ---- | ---- | ---- | ---- | ---- | ---- | ---- | ---- | ---- | --------- | ---- | ---- | ---- | ---- |
| Место | 633  | 98   | 52   | 34   | 180  | 121  | 711  | 408  | 146  |           | 237  | 565  |      | 741  |

## Финалы турниров за карьеру

### Одиночный разряд (1-3)
| Результат | №  | Дата            | Турнир            | Покрытие | Соперник в финале   | Счёт в финале |
| --------- | -- | --------------- | ----------------- | -------- | ------------------- | ------------- |
| Поражение | 1. | 11 июля 1999    | Бостад, Швеция    | Грунт    | Хуан Антонио Мартин | 4-6, 6-74     |
| Победа    | 2. | 5 марта 2000    | Копенгаген, Дания | Хард(i)  | Магнус Ларссон      | 6-3, 7-65     |
| Поражение | 2. | 16 июля 2000    | Бостад            | Грунт    | Магнус Норман       | 1-6, 6-76     |
| Поражение | 3. | 18 февраля 2001 | Копенгаген        | Хард(i)  | Тим Хенмен          | 3-6, 4-6      |